# Hjälmö-Lådna naturreservat
Hjälmö-Lådna naturreservat är ett naturreservat i Stockholms mellersta skärgård som förvaltas av Skärgårdsstiftelsen. Reservatet omfattar huvuddelen av öarna Stora Hästnacken, Gränö, Hjälmö, Hjälmö västerholme, Lisslö, Lådna, Lådnaön, Norrgårdsö och Träskö-Storö.
Reservatets öar är relativt oexploaterade för att ligga i mellanskärgården, men ett visst jord- och skogsbruk förekommer. Oppgården på Lådna är en av skärgårdens största gårdar.